# Jobst Heider
Jobst Heider oder Jobst Heyder (geboren vor 1636; gestorben Weihnachten 1663) war ein deutscher Organist, Cembalist und Komponist geistlicher Musik.

## Leben
Jobst Heider trat inmitten des Dreißigjährigen Krieges in die von dem Landesherrn des Herzogtums Calenberg, Herzog Georg im selben Jahr 1636 gegründete Hofkapelle ein.
Neben seiner Tätigkeit in der hannoverschen Schlosskapelle wirkte er zudem mutmaßlich als Cembalist bei „Aufwartungen“ am Hofe. Es wird vermutet, dass er zudem die Capellknaben ausbildete und für ihren vokalen Aufgaben in der Kirche anleitete. Nachdem aufgrund der häufigen Abwesenheit des nachfolgenden Landesherrn Herzog Christian Ludwig zahlreiche Musiker entlassen worden waren, blieb Heider als Organist im Leineschloss zeitweilig der einzige Musiker bei Hofe.
In der Mitte des 17. Jahrhunderts komponierte Heider mehrere, dem Landgrafen von Hessen-Kassel Wilhelm VI. gewidmete Stücke nach dessen Regierungsantritt.
Mit dem Titel als herzoglicher Hoforganist des Ensembles spielte Heider die Orgel bis zu seinem Tod zu Weihnachten 1663, wurde aber noch bis 1664 in den Calenberger Kammerrechnungen genannt.

## Werke (Auswahl)
- Singet dem Herrn ein neues Lied, Kassel um 1650; Digitalisat der Universität Kassel
- Frisch fröhlich wolln wir singen, Kassel um 1650; Digitalisat
- Nun dancket alle Gott, Kassel, 17. Jahrhundert; Digitalisat
- Manuskript geistlicher Konzerte. Sieben Stimmbücher. Hannover, 27. November 1654[1]
- Etzliche Geistliche Concerten mit 4, 5 und 6 Stimmen sambt beygefügtem Basso Continuo vor die Orgell, in die Musik versetzet von Jobst Heidern, Fürstl. Braunschw. Lüneburg bestallten Hoff Musico zu Hannover, Anno 1654